# ミシェル・ブレアル
ミシェル・ブレアル（Michel Jules Alfred Bréal、1832年3月26日 - 1915年11月25日）は、フランスの言語学者、比較神話学者。

## 生涯
ランダウ（現在のドイツ・バイエルン州）にユダヤ人として生まれる。元の姓はブリュール（Brühl）であった。ヴィサンブール、メス、パリで学んだ後、1852年に高等師範学校に入学。1857年にベルリン大学でフランツ・ボップからサンスクリット語を学ぶ（後年ブレアルは、ボップの『インド＝ヨーロッパ諸語比較文法』を仏訳することになる）。ブレアルは高等研究実習院やコレージュ・ド・フランスで比較文法の教授を務めた。弟子にアントワーヌ・メイエなど。1875年に碑文文芸アカデミーに選出される。1881年、フェルディナン・ド・ソシュールがパリ大学でのブレアルの講義を聴講し、ソシュールの才能を認めたブレアルは同大学「ゴート語および古代高地ドイツ語」の講師に斡旋した。ソシュールはそこで10年間に渡って教鞭をとった。1879年、高等教育監察官に任命。1890年、レジオンドヌール勲章コマンドールを受勲。1915年パリで死去。

## 業績
専門はイタリック語派で、フランスにおける比較言語学の基礎を築いたうちの一人。1897年の著書『意味論試論』で、言語の意味の変化について研究する新分野、意味論を唱えた。また神話学も研究しており、比較神話学を再興したジョルジュ・デュメジルに影響を与えた。教育行政についても発言し、古典語の教育方法やフランス語正書法の改革について提案した。第1回オリンピックに際し、マラソン競技を提案したことでも知られる。

## 家族
妻のヘンリェッタ（Henriette Bamberger, 1841–1894)は、ユダヤ系銀行財閥として著名なビショフシェム家（de:Bischoffsheim (Familie)）の一族で、兄のルトヴィグ・バンベルガーはドイツ銀行の、次兄のアンリ・バンベルジェはパリ・オランダ銀行（現・BNPパリバ）の共同創立者。

## 主要著作
- L'étude des origines de la religion Zoroastrienne (1862)
- Hercule et Cacus (1863)
- Le mythe d'Œdipe (1864)
- Les Tables Eugubines (1875)
- Mélanges de mythologie et de linguistique (2e éd., 1882)
- Leçons de mots (1882, 1886)
- Dictionnaire étymologique latin (1885)
- Grammaire latine (1890).
- Essai de sémantique (1897)
- Pour mieux connaître Homère (1906)

## 翻訳
- 石橋好一訳『法国教育説略』文部省、1879年 - 著者名は「弥洒児」となっている
- 工藤進訳（抄訳）「意味論」、『明治学院論叢』282号、1979年6月

## 関連書
- 『意味論』山中圭一ほか、研究社。(2005.1)